# Скомороха, Виктор Егорович
Виктор Егорович Скомороха (англ. Віктор Єгорович Скомороха; род. 7 февраля 1941) — советский и украинский судья, кандидат юридических наук. Председатель Конституционного суда Украины (1999—2002).

## Биография
Родился 7 февраля 1941 года в селе Матросово Солонянского района Днепропетровской области.
С 1959 по 1960 год — шофёр в колхозе «Октябрьская революция», в 1960—1963 годах служил в армии.
В 1963—1967 годах учился в Харьковском юридическом институте.
В 1967 году начинает работать судьёй Краснолуцкого городского народного суда на Луганщине, с 1970 года — судья Луганского областного суда.
В 1976 году избирается судьёй Верховного Суда Украины. Имеет высший квалификационный класс судьи.
В 1996—1999 годах — секретарь коллегии судей по делам по конституционным представлениям и обращениям.
В сентябре 1996 года на третьем (внеочередном) съезде судей Украины назначен судьёй Конституционного Суда Украины, в 1999 году был избран председателем Конституционного Суда Украины на период с 1999 по 2002 год.
В 2001 году защитил диссертацию кандидата юридических наук на тему: «Конституционный Суд Украины в механизме государственной власти». В 2003 году было присвоено учёное звание профессор.
Прекратил полномочия судьи Конституционного Суда Украины с 19 октября 2005 года.
С 2006 года — член Комиссии государственных наград и геральдики.

## Публикации
- Скомороха В. Окремі питання поділу влади і юрисдикція Конституційного Суду України (укр.) // Право України : журнал. — 1998. — № 5. — С. 8—13. — ISSN 0132-1331.
- Скомороха В. Конституційний Суд України: досвід і проблеми (укр.) // Право України : журнал. — 1999. — № 1. — С. 37—40. — ISSN 0132-1331.
- Скомороха В. Деякі питання консультаційного провадження (укр.) // Право України : журнал. — 1998. — № 9. — С. 5—9. — ISSN 0132-1331.

## Награды
Виктор Егорович был удостоен следующих наград и завний:
- Орден «За заслуги» І степени (Указ Президента Украины от 25 октября 2002) — «за выдающиеся личные заслуги перед Украинским государством в становлении конституционного судопроизводства, весомые трудовые достижения»[4];
- Орден «За заслуги» ІІ степени (Указ Президента Украины от 4 октября 2000) — «за весомый личный вклад в реализацию государственной правовой политики, заслуги в укреплении законности и правопорядка, высоки профессионализм»[5];
- Медаль «Ветеран труда»[6];
- Заслуженный юрист Украины (1995)[7].